# Colobothea poecila
Colobothea poecila là một loài bọ cánh cứng trong họ Cerambycidae.